# Портовый (микрорайон)
Порто́вый (Портпосёлок, Портгород, Комендантский городок) — один из микрорайонов Тольятти. Находится на берегу Волги, административно относится к Центральному району города, однако фактически располагается в отдалении от всех трёх районов.

## История
Портпосёлок — один из старейших микрорайонов Тольятти. Появился в связи со строительством Жигулёвской (тогда Куйбышевской) ГЭС. Создавался как рабочий городок гидростроителей и работников будущего речного порта.
Проектирование посёлка началось в 1949 году. Планирование застройки велось силами проектного отдела Куйбышевгидростроя, позднее передано специалистам Ленгипрогора, однако в итоге так и велось по проекту КГС, который был утверждён лишь в марте 1953 года, когда основная часть зданий посёлка уже была построена, в нём проживало 3 тысячи человек. Первоначально предполагалось, что именно на территории посёлка будет находиться речной порт, название посёлка — Портпосёлок (Портгород) — так и закрепилось за ним, хотя порт в результате был построен в посёлке Комсомольском.
Для застройки у лесхоза был получен участок в 15 га рядом со Ставропольской больницей. Часть территории была застроена так называемыми «индомами» — одноэтажными деревянными домиками с водопроводом, канализацией, ваннами, внутренним водяным отоплением, предназначенными для инженерно-технических работников строительства. В них проживали, в том числе, начальник Куйбышевгидростроя И. В. Комзин, главный инженер Разин, парторг А. Мурысев и другие руководящие работники. Участок шоссе, соединявшего Портпосёлок с Комсомольском, был застроен сборными двухэтажными 8-квартирными домами из бруса лиственницы (так называемыми «финскими домиками») для работников строительства рангом ниже.
Жилые дома и многие другие объекты в Портпосёлке строили женщины-заключённые Кунеевлага.
В 1951 году в посёлке были открыты баня, парикмахерская, магазин, столовая, амбулатория с аптекой, ясли-садик и школа-десятилетка на 440 учеников. 2 января 1951 года началось постоянное автобусное сообщение между Портпосёлком и посёлком Комсомольский, 4 июля 1951 года было организовано движение по маршрутам: «Портпоселок — Управление строительства», «Пристань — Портпоселок». В августе 1951 года был подключен ток от ЛЭП Безымянка — Ставрополь. В 1952 году была проведена канализация, проложена теплотрасса. Появились целый больничный комплекс, пожарное депо, котельная, водозабор, очистные сооружения, что обеспечило Портпосёлку значительную автономность.
3 февраля 1953 года Ставропольский горисполком обратился в Куйбышевский облисполком с просьбой включить территорию Портпосёлка в черту Нового Ставрополя. В марте 1953 года облисполком утвердил план застройки Портпосёлка, разработанный проектным отделом Куйбышевгидростроя. Этим же решением прекращалось всякое строительство зданий, кроме предусмотренных Генпланом, новые здания следовало в дальнейшем впредь размещать в Новом Ставрополе. К этому времени в посёлке проживало 3 тысячи человек.
В 1960 году были приняты здания жилого дома на 24 квартиры и столовой на 150 мест.
В 2000 году в микрорайоне появилась церковь во имя Успения Пресвятой Богородицы, рядом с которой в корпусе вспомогательных служб будут действовать златошвейная и иконописная мастерские, просфорная, трапезная, библиотека и воскресная школа.
В 1998 году был открыт памятник основателю города Василию Татищеву, ставший визитной карточкой города.